# 15e corps d'armée (Allemagne)
Pour les articles homonymes, voir 15e corps d'armée.
Le 15e corps d'armée (motorisé) (allemand : XV. Armeekorps (motorisiert)) est un corps d'armée de l'armée de terre allemande au sein de la Wehrmacht pendant la Seconde Guerre mondiale. En mai 1940, également appelé Gruppe Hoth (du nom de son chef, Hermann Hoth) il participe à la campagne de l'Ouest ; l'état-major prend sous son commandement d'autres corps motorisés après avoir pénétré en France et l'unité prend le nom de Panzergruppe Hoth, renommé à l'automne « Panzergruppe 3 ».

## Historique
Le 15e corps d'armée (motorisée) est formé le 10 octobre 1938 à Iéna dans le Wehrkreis IX (région militaire no 9). Dans le plan d'offensive à l'ouest pour 1940, le 15e corps dépend de la 4e armée ; il doit s'ouvrir un passage à travers les fortifications frontalières belges, traverser l'Ourthe et avancer le plus rapidement en direction de Dinant. Il dispose normalement des 5e et 7e divisions blindées, mais en raison des imbrications des itinéraires, la 7e division est initialement placée sous le contrôle du 2e corps d'armée, tandis que le 15e corps reçoit la 62e division d'infanterie, ces deux divisions doivent retrouver leur corps d'armée d'origine dès la zone frontière passée.
En mai 1940, il prend le nom de Gruppe Hoth / Panzergruppe Hoth.
Il est renommé Panzergruppe 3 le 16 novembre 1940.

## Organisation

### Commandant en chef (Oberbehlshber)
| Date                               | Grade         | Commandant   |
| ---------------------------------- | ------------- | ------------ |
| 10 octobre 1938 - 16 novembre 1940 | Generaloberst | Hermann Hoth |

### Chef de l'état-major général (Chef des Generalstabes)
| Date                         | Grade               | Commandant              |
| ---------------------------- | ------------------- | ----------------------- |
| ? 1939 - mars 1940           | Generalmajor i.G.   | Joachim Stever          |
| Mars - septembre 1940        | Oberstleutnant i.G. | Julius von Bernuth      |
| Septembre - 16 novembre 1940 | Oberst i.G.         | Walther von Hünersdorff |

### 1er officier d'état-major (1. Generalstabsoffizier (Ia))
| Date                          | Grade               | Commandant                     |
| ----------------------------- | ------------------- | ------------------------------ |
| ? 1939 - février 1940         | Oberstleutnant i.G. | Theodor Graf von Sponeck       |
| 15 février - 16 novembre 1940 | Oberstleutnant i.G. | Harald Freiherr von Elverfeldt |

## Théâtres d'opérations
- Pologne et Front de l'Ouest : Septembre 1939 - Novembre 1940

## Ordre de batailles

### Rattachement d'Armées
| Date      | Armée         | Groupe d'Armées  |
| --------- | ------------- | ---------------- |
| 1939      |               |                  |
| Septembre | 10. Armee     | Heeresgruppe Süd |
| Décembre  | 6. Armee      | Heeresgruppe B   |
| 1940      |               |                  |
| Janvier   | 4. Armee      | Heeresgruppe B   |
| Mai       | 4. Armee      | Heeresgruppe A   |
| Juin      | Gruppe Kleist | Heeresgruppe B   |
| Juillet   | 2. Armee      | Heeresgruppe C   |

### Unités subordonnées
Source : sauf mention contraire, Lexikon der Wehrmacht

#### Unités organiques
- Korps-Nachrichten-Abteilung 61 (transmission)
- Korps-Nachschubtruppen 415 (ravitaillement)

#### Unités rattachées
1er septembre 1939
- 2. Leichte-Division
- 3. Leichte-Division

1er février 1940
- 5. Panzer-Division
- 6. Panzer-Division
- 7. Panzer-Division

10 février 1940
- 62. Infanterie-Division
- 6. Panzer-Division

10 mai 1940
- 5. Panzer-Division
- 62. Infanterie-Division puis 7. Panzer-Division

8 juin 1940
- 5. Panzer-Division
- 2. Infanterie-Division (mot.)
- 7. Panzer-Division

1er novembre 1940
- 4. Panzer-Division
- 20. Infanterie-Division